# あるびれお
あるびれおは、太平洋沿海フェリーが運航していたフェリー。

## 概要
1972年内海造船瀬戸田工場で建造され、1973年2月に就航した。
1978年に車両甲板の増設改造工事が行われた。
1987年　きそ就航により従来の白に赤ラインの塗装から白と青ラインの新塗装に変更された。
1989年、きたかみの就航により引退した。
その後、海外売船され、ギリシャのen:Strintzis LinesでIONIAN ISLANDとなり、クルーズフェリーに改造され1990年に再就航した。
2000年、ブルースターフェリーに売却されBLUE ISLANDとなり、2001年にパトラ - ブリンディジ航路で運航された。
2001年、トルコのMarmara Linesに傭船され、CESME 1となり、夏期にヴェネツィア - チェシュメ航路で運航された。
2003年、アルジェリアのen:Algerie Ferriesに傭船され、マルセイユ - アリカンテ航路で運航された。
2004年、ドバイのMarco Shippingに売却され、MERDIF 1となり、ドバイとイラクを結ぶ航路で運航された。
2010年にスクラップとして売却され、インドのアランに回航の後に解体された。

### 航路
太平洋沿海フェリー（→太平洋フェリー）
- 名古屋港 - 大分港

仙台港の施設整備が間に合わず北海道航路の開設が遅れたため、暫定的に九州航路に就航した。
- 名古屋港 - 仙台港 - 苫小牧港

本船、あるかす、いしかり（初代）、だいせつの4隻で1日1便を運航した。
Strintzis Lines
- パトラ - イグメニツァ - ケルキラ - アンコーナ（1990年 - ）
- パトラ - イグメニツァ - ケルキラ - ヴェネツィア（1995年 - ）
- パトラ - イグメニツァ - バーリ（1999年 - ）

## 設計
あるかすの同型船である。1978年に車両甲板の増設工事を行っている。

## 船内
就航当初は、ステラ・コンパニオンという女性アテンダントが乗船していた。また、供食サービスは銀座コックドールとの提携で提供されていた。

### 船室
- 貴賓室（2名）
- 特等（76名）
- 一等（166名）
- 特二等（201名）
- 二等（410名）
- ドライバー室（70名）

### 設備
Aデッキ
- 展望室「シーロンジ」（繁忙期はエコノミー室）
- 浴室
- 貴賓室（1室）
- 特等室（22室）
- 1等室（2室）
- デッキ「星の広場」
- 屋外ゴルフコーナー「パットパットゴルフ」

Bデッキ
- メインロビー
- レストラン
- ゲームコーナー
- 案内所
- 売店
- 特2等室（4室）
- 1等室（28室）

Cデッキ
- エントランスルーム
- 大浴場
- カードルーム
- 特2等室（3室）
- 2等/エコノミー（13区画）
- ドライバー室
- トラック・乗用車デッキ